# Качурин, Сергей Петрович
Сергей Петрович Качурин (29 августа 1973, Киргизская ССР — 23 октября 2020, Иссык-Кульский район, Иссык-Кульская область) — советский, российский и киргизский фехтовальщик-шпажист. Участник летних Олимпийских игр 2008 года, чемпион Азии 2008 года.

## Биография
Сергей Качурин родился 29 августа 1973 года в Киргизской ССР.
В соревнованиях по фехтованию выступал за Ленинград (Санкт-Петербург). Дважды становился чемпионом страны, был призёром Кубка мира. Выигрывал первенство мира среди Вооружённых сил.
В середине 90-х годов приехал в Кыргызстан по приглашению главного тренера сборной страны Геннадия Зеленина. Сделал большой вклад в становление и развитие фехтования в республике.
В 2008 году стал завоевал золотую медаль на чемпионате Азии в Бангкоке.
В 2008 году вошёл в состав сборной Кыргызстана на летних Олимпийских играх в Пекине. Выступал в индивидуальном турнире шпажистов. В 1/32 финала проиграл будущему серебряному призёру Фабрису Жанне из Франции.
Мастер спорта международного класса.
Впоследствии был консультантом сборной Кыргызстана по современному пятиборью.
Умер 23 октября 2020 года в Иссык-Кульском районе Иссык-Кульской области в результате остановки сердца. Похоронен в селе Ананьево Иссык-Кульского района.